# Брёггер, Лилиан

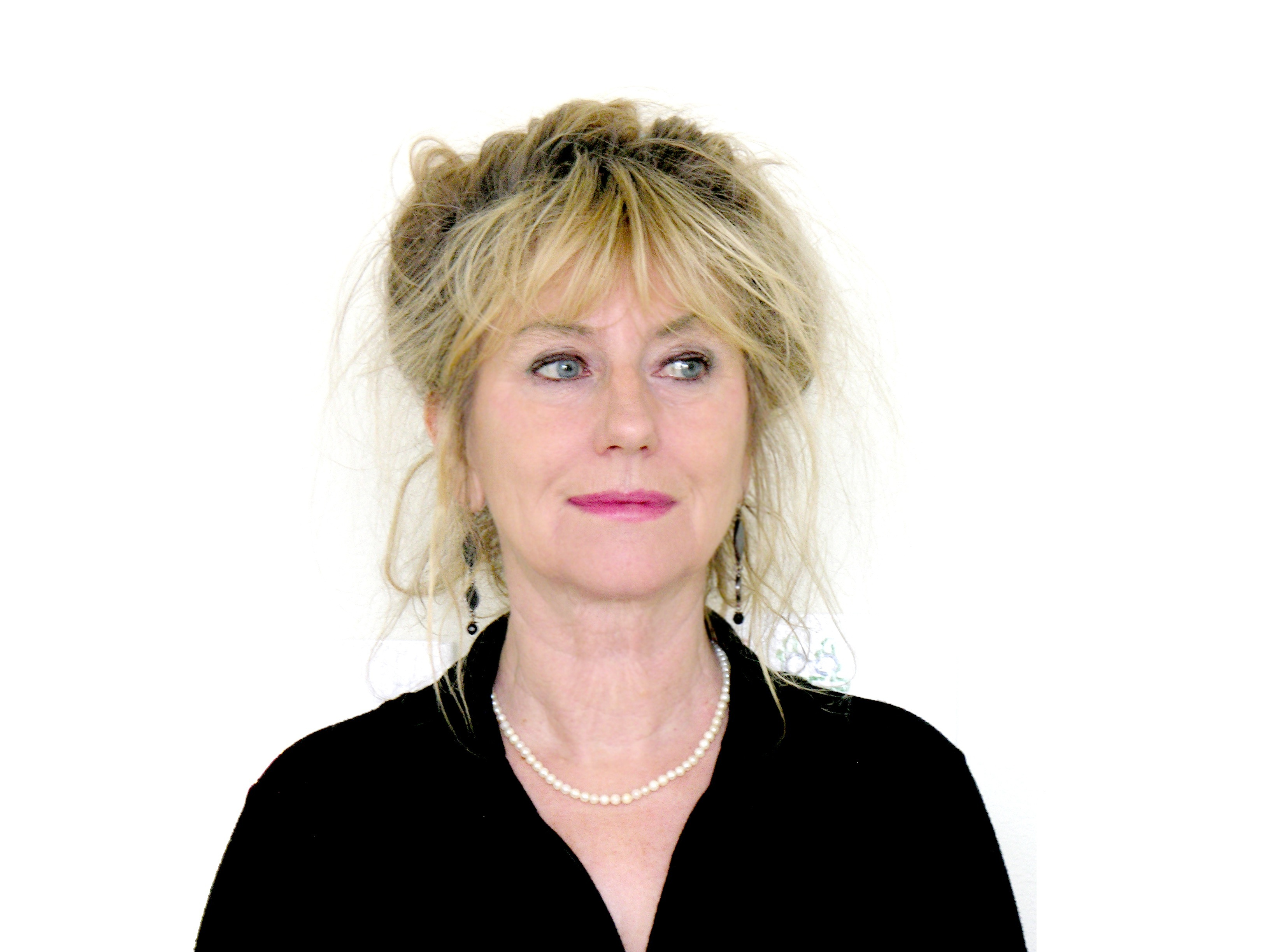
Лилиан Брёггер в 2010 году

Лилиан Брёггер (дат. Lilian Brøgger, урождённая Бринк (дат. Brinch); род. 1950) — датский иллюстратор. Будучи первой студенткой, окончившей Датскую школу дизайна в 1972 году, она стала одним из самых продуктивных художников-иллюстраторов в своей стране, завоевав популярность, в частности, благодаря своим работам в детских книгах.

## Биография
Лилиан Брёггер родилась 27 января 1950 года в городе Норбю на датском острове Фанё. Она выросла в Копенгагене, где с 1967 по 1972 год училась в Датской школе дизайна. Первая работа с её иллюстрациями, 25-страничная книга для маленьких детей «Место, где живёт Линда» (дат. Der hvor Linda bor), была опубликована в 1975 году. С тех пор она проиллюстрировала более сотни книг в различных нетрадиционных стилях. Брёггер обычно рассматривается как постмодернистский иллюстратор, который в своих работах нарушает правила пропорции и репрезентации. Она изменяет свои приёмы с каждой новой книгой, всегда тщательно создавая образы, которые приходятся по нраву детям.
В 2002 году Брёггер получила премию Х. К. Андерсена за свои иллюстрации к биографии Ханса Кристиана Андерсена «Бедный мальчик из Оденсе» (дат. Den fattige dreng fra Odense), написанной Хьёрдисом Вармером. Ей потребовалось более полугода, чтобы создать около 100 иллюстраций, состоящих из коллажей, вырезок и рисунков, созданных на основе собственного подхода Андерсена к искусству. В результате Брёггер стала первым иллюстратором, получившим премию Датской ассоциации писателей имени Х. К. Андерсена (дат. Dansk Forfatterforenings H.C. Andersen Legat) с момента её основания в середине 1950-х годов.
Кроме того, Брёггер получила премию Forening for Boghaandværks Ærespris (2009), присуждаемую человеку, который внёс наибольший вклад в развитие книги, и Kulturministeriets Illustratorpris (2010), присуждаемую датским министром культуры художнику, чьи иллюстрации наилучшим образом усилили восприятие письменного слова.